# Phaner furcifer
Phaner furcifer é uma espécie de lêmure pertencente à família Cheirogaleidae.